# Каїд

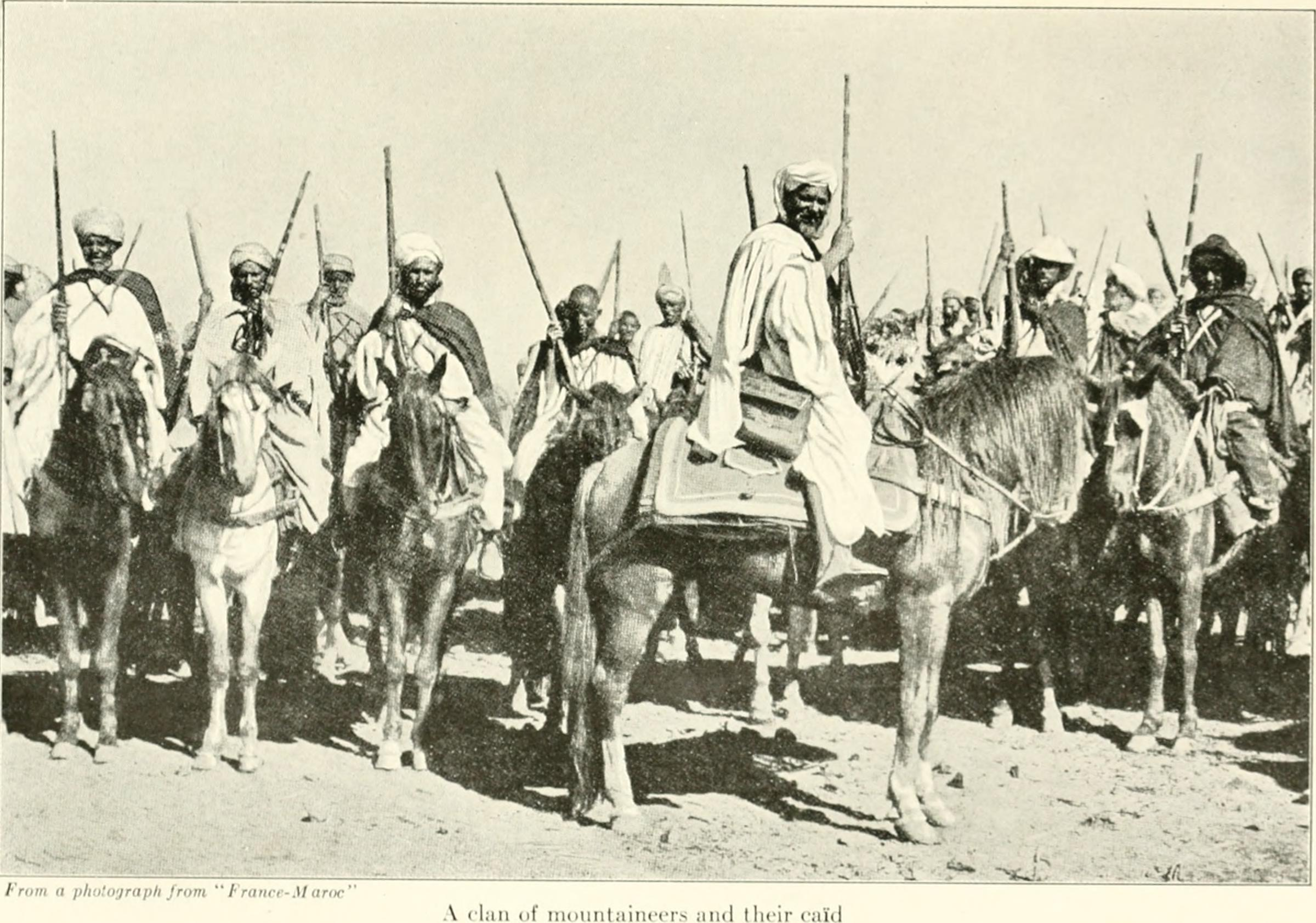
Каїд на чолі клану горців у Марокко (1920). Фото Едіт Вортон.

Каїд (араб. قائد, трансліт. qāʾid, дослівно — «керівник»; фр. caïd; також caid, qaid або kaid в інших європейських мовах) — звання або титул, яке може мати кілька значень, але усі вони пов'язані з посадою політичного, військового чи племінного лідера. Титули алькальд (ісп. alcalde) в іспанській і алкайд (порт. alcaide) в португальській мовах мають інше походження і утворені від арабського слова — каді (араб. قاضى, трансліт. al-qādi, дослівно — «суддя»).
У багатьох контекстах роль каїда в мусульманських державах була еквівалентною ролі мерів у християнських державах, тобто можливий переклад слова каїд — це губернатор місцевості чи регіону, призначений монархом.
У Північній Африці каїд позначав знатну особу, яка мала адміністративні, судові, фінансові функції, а іноді й вождя племені. У цьому випадку титул «каїд» міг свідчити про визнання монархом політичної влади вождя племені у формі призначення губернатором від імені монарха над територіями племені та його народу. Північноафриканські каїди зазвичай належали до заможних і впливових сімей, які купували титул або отримували його в обмін на послуги. Зазвичай один каїд керував декількома районами або адміністративними одиницями, які називалися каідатами. У Марокко, принаймні до закінчення французького протекторату і здобуття незалежності в 1956 році, каїд становив третій рівень так званого махзена, практично феодальної адміністрації, вище якого стояв паша (якого можна розглядати як губернатора провінцій) і султан.
Інші значення слова qa'id :
- Воєначальник, що прирівнюється до звання генерала.
- Командир військового корпусу, прирівняного до полку.
- Титул, що протягом XII століття надавався високопосадовцям норманського Сицилійського королівства. В основному це стосувалося тих, хто був мусульманами або колишніми мусульманами, які прийняли християнство. Слово «caide» є частиною імен, під якими відомі деякі з цих посадовців, як-от Педро о Каїд (Pedro o Caide) та Каїд Рікардо (Caide Ricardo).
- У розмовній французькій мові «caïd» може означати лідера банди злочинців, який нав'язує свою владу над певним районом чи молодої людини, яка нав'язує свою владу іншим, або більш абстрактно — хтось, хто через свою відомість у певній галузі, в якій вони спеціалізуються, мають певну владу чи великий вплив серед своїх однолітків.